# 小行星1582
小行星1582（1582 Martir）是一颗围绕太阳公转的小行星。1950年6月15日，米格爾·伊茲克索恩在拉普拉塔发现了此天体。
該小行星以「殉道者」的 西班牙語命名，以紀念阿根廷第一夫人伊娃·裴隆。
这颗小行星的绝对星等为129.09385等。